# Appletini

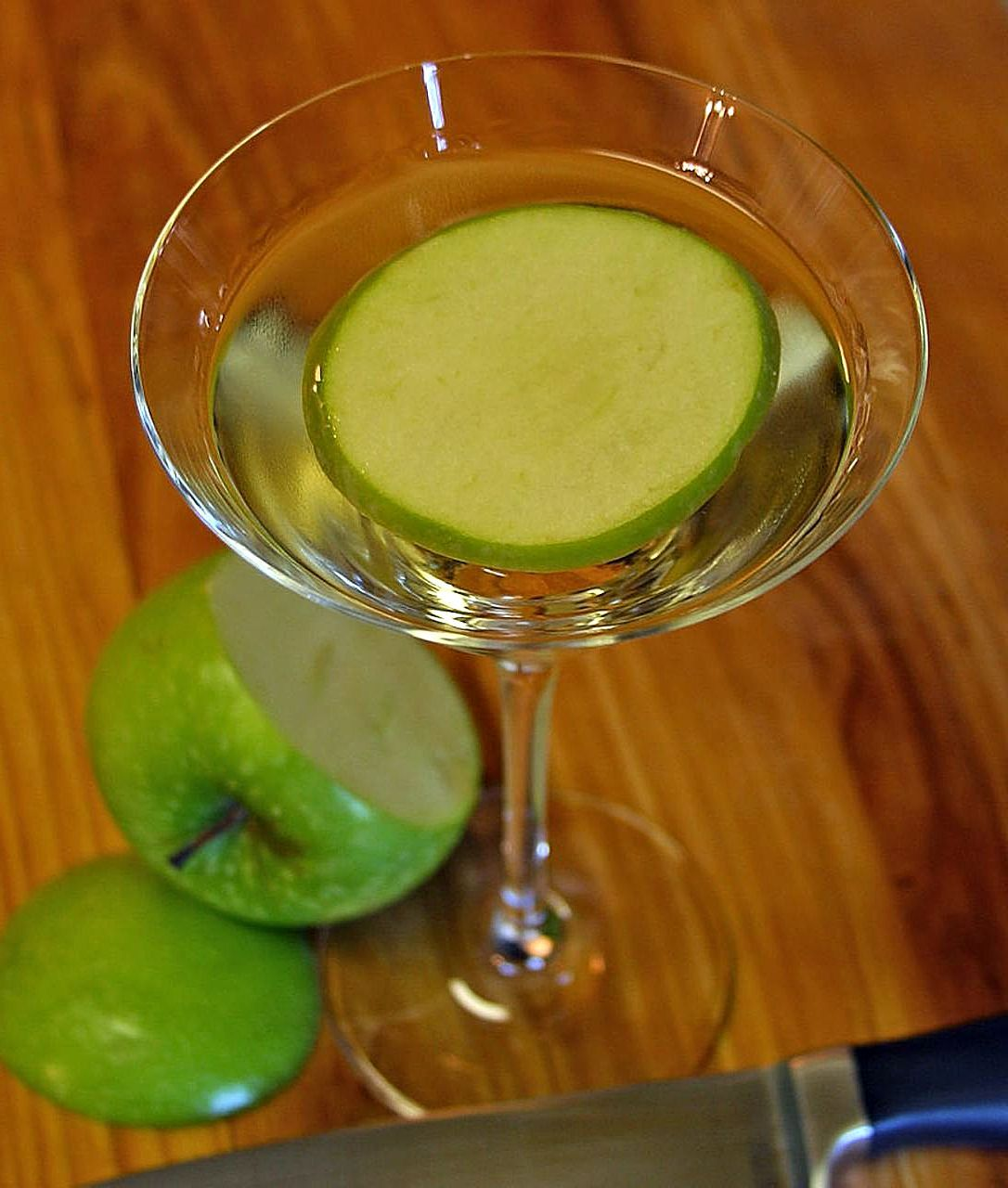
Appletini garnerad med en äppelskiva i.

Appletini är en drink som består av vodka och antingen äppeljuice, äppelcider eller äppellikör. Även pressad citron kan användas i drinken. Den kan serveras med en skiva av äpple på glaset.
Drinken blev populär i slutet av 1990-talet.